# China International Fund
China International Fund Limited ist ein offiziell privates chinesisches Unternehmen mit dem Hauptsitz in Hongkong und einem Büro in Peking. Die Firma wurde im Jahr 2003 in Hongkong gegründet und finanziert in großem Maßstab nationale Wiederaufbau-Projekte und die Entstehung von Infrastrukturen in Entwicklungsländern. China International Fund Limited hat Vereinbarungen mit den Regierungen von Angola und Guinea geschlossen, das verschiedene Explorations-Projekte in diesen Ländern vorsieht. Die Abkommen beinhalten Investitionen in Milliardenhöhe. Die Gesellschaft steht unter dem Verdacht, eine verdeckte Staatsfirma zu sein, die Investitionen für die Volksrepublik China tätigt, da  “Schlüsselpersonen Verbindungen zu chinesischen staatseigenen Unternehmen und Behörden haben.”

## Projekte
Folgende Projekte werden finanziert:
- Automobil-Industrie-Parks, Sozialwohnungen, Stadtwerke, Autobahn-, Eisenbahn- und Flughafenprojekte[3], Allgemeine Bauvorhaben, Logistik-Zentren, Wasser- und Hydro-elektrisch betriebene Projekte, Industriezonen, Schifffahrtsprojekte, Regierungs- und Verwaltungskomplexe, sowie neue Stadtteil-Projekte.

## Unternehmensstruktur
Die US-China Economic & Security Review Commission veröffentlichte im Juli 2009 einen Bericht über Investitionen von Dayuan, CIF und seinen Niederlassungen in Afrika, Lateinamerika und den USA. China International Fund ist zu 99 % im Besitz der Dayuan International Development Ltd. Der Bericht nannte diese Unternehmen die "88Queensway Group", benannt nach der Hongkong-Adresse für die Zentrale der meisten Tochtergesellschaften. Es gibt derzeit nur Verdachtsmomente, dass die CIF im Eigentum der Volksrepublik China steht. Auf der anderen Seite sprechen für den Verdacht staatlicher Steuerung der Umstand, dass die Vorsitzende Lo Fong Hung Direktor der Sonangol Sinopec International Ltd ist, einem Joint Venture zwischen der staatlichen Ölgesellschaften Sinopec Chinas und der Sonangol Gruppe Angolas. Ein CIF-Direktor Wu Yang wurde als stellvertretender Vorsitzender der Sinopec in einem UN-Bericht März 2006 erwähnt.

## Angola
In einem Gespräch zwischen dem amerikanischen Botschafter in Angola Dan Mozena und dem chinesischen Botschafter in Angola Zhang Bolun, sagte letzterer Anfang 2009, die CIF mache Angola viele Versprechungen und obwohl die Gesellschaft in Angola so präsent sei, seien auf Grund ihres schwachen Managements und der fehlenden Führung viele Projekte ins Stocken geraten, wie z. B. der Neubau des Angola International Airport. Zhang sagte, das CIF sei ein "privates Unternehmen" und die chinesische Botschaft beteilige sich nicht aktiv oder überwache die Beziehungen der Firma zu Angola. Er fügte hinzu, die CIF und deren in Hongkong ansässigen Eigentümer profitierten von deren "enger Beziehung" mit Präsident dos Santos. Angola erhielt 2004 und offenbar auch in 2005–2006 eine Kreditlinie der China Exim-Bank von 2 Mrd. US-Dollar für ursprünglich zwölf verschiedene Projekte eingeräumt. Im Mai 2007 wurden weitere 500 Mio. US-Dollar aufgelegt. Außerdem erhält die angolanische Regierung auch von der China International Fund Ltd. in Hongkong Kredite in der Größenordnung von 2,9 bis 9,8 Mrd. US-Dollar.

## Strategische Partnerschaften
Im Oktober 2009 wurde ein Bergbau- und Infrastrukturvertrag zwischen China International Fund und Guinea geschlossen. CIF investiert mindestens 7 Milliarden  US-$ in das Land, um Bodenschätze abzubauen, darunter Diamanten, Eisenerz, Erdöl und vor allem das weltgrößte Vorkommen an Bauxit. Das Unternehmen gilt als "strategischer Partner" in allen Bergbauangelegenheiten. 2011 wurde die Vereinbarung widerrufen. auf Grund eines Wikileaks-Kabels, das den damaligen Bergbauminister Thiam der Korruption verdächtig machte. Derzeit (Mai 2012) versucht der China international Fund, Bergwerke von Rio Tinto in Guinea zu übernehmen.